# Municipio de Linsell
El municipio de Linsell (en inglés: Linsell Township) es un municipio ubicado en el condado de Marshall en el estado estadounidense de Minnesota. En el año 2010 tenía una población de 29 habitantes y una densidad poblacional de 0,31 personas por km².

## Geografía
El municipio de Linsell se encuentra ubicado en las coordenadas 48°29′46″N 95°39′58″O / 48.49611, -95.66611. Según la Oficina del Censo de los Estados Unidos, el municipio tiene una superficie total de 93.06 km², de la cual 93,06 km² corresponden a tierra firme y (0 %) 0 km² es agua.

## Demografía
Según el censo de 2010, había 29 personas residiendo en el municipio de Linsell. La densidad de población era de 0,31 hab./km². De los 29 habitantes, el municipio de Linsell estaba compuesto por el 100 % blancos. Del total de la población el 0 % eran hispanos o latinos de cualquier raza.